# Češnjice (gmina Lukovica)
Češnjice – wieś w Słowenii, w gminie Lukovica. W 2018 roku liczyła 13 mieszkańców.